# チャバカノ語
チャバカノ語（Chavacano サンボアンガ・チャバカノ語、チャヴァカノ語）は、マレー系言語とスペイン語とのクレオール言語であり、フィリピン各地、特にルソン島のカヴィテ市やミンダナオ島南西部のサンボアンガ市周辺で話される。名称は「下品な」「趣味の悪い」などを意味するスペイン語の形容詞（西: Chabacano）に由来することから「Chabacano」と表記されることもあるが、文章やメディア、あるいはサンボアンガ市の話者の間では、正式な表記として「Chavacano」を採用する。
チャバカノ語はアジア唯一のスペイン語が基になったクレオール言語である。また400年以上にわたり生き延びてきた世界最古級のクレオール言語でもある。フィリピンの言語の中では一方でオーストロネシア語族に属さない唯一の言語であるが、他方、マレー・ポリネシア語派の共通の特徴である畳語などオーストロネシア語族の要素も併せ持つ。

## 話者の分布
チャバカノ語話者は、主にサンボアンガ半島突端のサンボアンガ市およびその対岸のバシラン島に集中する。またサンボアンガ半島のサンボアンガ・デル・スル州、サンボアンガ・シブガイ州、サンボアンガ・デル・ノルテ州のいくつかの地域でも話される。さらにミンダナオ島西部のコタバト市、ミンダナオ島南東部のダバオ市、ルソン島のマニラ南西にあるカヴィテ州のカヴィテ市およびテルナテ町にも話者がいる。2000年の国勢調査ではフィリピン国内には607,200人のチャバカノ語話者がいた。サンボアンガ市民77万人の主な言語はチャバカノ語であるため、実際には話者数は国勢調査の数字を上回る可能性もあり、また北アメリカやスペイン、ラテンアメリカなど国外に移住したチャバカノ語話者の数はここには含まれていない。
チャバカノ語話者はフィリピンのみならず、マレーシアのサバ州（ボルネオ島北東部）のセンポルナの町にも存在する。サバ州は、サンボアンガ半島およびバシラン島と距離が近く、19世紀後半までスールー王国の支配がボルネオ北部へも伸びるなど、ミンダナオ島南西部・スールー諸島とは密接な関係にあった。サンボアンガ半島からスールー諸島に住むタウスグ人・サマール人（バンギギ人）、主にバシラン島に住むヤカン人などムスリムの諸民族にもサンボアンガ・チャバカノ語の話者はおり、スールー州やタウィタウィ州にかけてチャバカノ語のムスリムが分布している。
チャバカノ語は、話される地域、およびその地域に住んでいた被支配民族の基層言語によりいくつかに分けられる。タガログ語が基になり生まれたチャバカノには、カヴィテ市周辺のカヴィテーニョ（Caviteño）、テルナテ町周辺のテルナテーニョ（Ternateño）、および現在では死語となったマニラ市エルミタ地区のエルミターニョ（Ermitaño）がある。セブアノ語が基になったチャバカノには、サンボアンガ市のサンボアンゲーニョ（Zamboangueño / Chavacano de Zamboanga）、ダバオ市のダヴァオエーニョ（Davaoeño）、コタバト市のコタバテーニョ（Cotabateño）がある。これらのうちサンボアンゲーニョは話者が最も多く、サンボアンガ市の主たる言語にまでなっている。サンボアンガなどではチャバカノ語は教育・書籍・新聞・テレビ・ラジオなどにも用いられている。

## チャバカノの形成
チャバカノ語はスペイン人支配者に対して現地人が日常で使った言葉であり、書き言葉であるよりも主に（実質的に）話し言葉であったが、次第に書き言葉としても使われるようになり標準化も進んでいる。その語彙は主にスペイン語からもたらされているものの、文法はセブアノ語やタガログ語など基層言語となったマレー系言語から主にもたらされている。また現在のスペイン語からは消えた古い語句が残っているほか、スペイン語と異なる変化を経た結果、現代スペイン語と形態が似ているものの違う意味で使われている「空似言葉」（false friends）も多数ある。
サンボアンガのチャバカノ語はフィリピン各地の言語の影響があるほか、イタリア語・ポルトガル語・いくつかのアメリカ先住民諸語からも影響を受けている。かつてスペイン領フィリピンはメキシコ（ヌエバ・エスパーニャ）に属しており、1635年6月23日に要衝サンボアンガにサン・ホセ要塞（現在のピラール要塞）が着工した後、ルソン島のカヴィテ州やヴィサヤ諸島のセブやイロイロから派遣された労働者たちがスペイン人やメキシコ人の兵士たちとともに建設に従事した。これにより多様な言語が混ざり合い、その後もスペイン人宣教師・軍人がサンボアンガの政治や宗教に影響を与える過程でスペイン語化が進んだ。
カヴィテ州周辺のチャバカノ語は、モルッカ諸島（現在のインドネシア）のテルナテ島にいたマレー系部族のメルディカ人（Merdicas）が現在のテルナテ町周辺に移住したことによる。テルナテ島は一時ポルトガル人が植民地化したが、後にスペインの植民地となった。そのうち一部の人々が1574年、スペイン人の呼びかけに応じてルソン島に渡りカヴィテを本拠に中国人海賊（林鳳）との戦いに備えた。結局リマホンの襲来は起こらなかったが、メルディカ人共同体はマラゴンドン川(Maragondon River)河口周辺に住み続けた。現在ではその地がテルナテ町と呼ばれ、メルディカ人の末裔はポルトガル語の影響を部分的に残したスペイン語クレオールを使い続けている。